# الرسالة (صحيفة)
صحيفة الرسالة صحيفة فلسطينية يومية تصدر نصف اسبوعية مؤقتاً، تأسست في يناير 1996م، عن طريق مؤسسة الرسالة للإعلام.
وتطورت مسيرة الصحيفة حتى تمكنت من اطلاق موقعها الاخباري اليومي «الرسالة نت» ونسخته الإنجليزية إلى جانب خدمة الاخبار العاجلة خدمة الرسالة القصيرة، وراديو الرسالة عبر الانترنت لتتوج الجهود بإطلاق مؤسسة الرسالة للإعلام على طريق تشييد مشاريع أخرى جديدة.

## موقع إلكتروني
انطلاق موقع «الرسالة نت» على الشبكة العنكبوتية في أغسطس عام 2004 شكل نقلة نوعية للصحيفة للوصول إلى القارئ الفلسطيني والعربي في كل مكان.
وساهم الموقع في الوصول بالصحيفة إلى مكانة تليق بسمعتها ومكانتها وتاريخها ونجح في انتشار الصحيفة داخل وخارج الوطن والحفاظ على مواصلة مشوارها والتواصل مع القراء، وتقدم الرسالة نت خدمة الاخبار العاجلة ليكون الجمهور على علم بالأحداث لحظة وقوعها وتصله بالتطورات اينما كان.

## السياسة العامة
1. تحقيق نموذج عن الاعلام المهني المقاوم.
2. تعميق الوعي الوطني بالقضية الفلسطينية.
3. معالجة قضايا المواطنين وملامسة همومهم اليومية.
4. ضمان صدق الخبر ودقة وقوة الصياغة والتغطية الاعلامية.

## تحديات العمل
- تعرضت الرسالة منذ انطلاقتها لحملة اعتداءات شرسة على عدة صعد كان ابرزها قصف طائرات الاحتلال مقرها مرتين ما ادى لتدميرها والإجهاز على محتوياتها بشكل كامل
- تأثرت الرسالة بالحصار وشح ورق الطباعة علاوة على منعها من الطباعة والنشر في الضفة المحتلة
- الامكانيات المتواضعة والاعتماد على الكوادر الاعلامية الشابة

## خطط وطموحات
- تجهيز مطبعة خاصة بصحيفة الرسالة
- الوصول إلى العالمية والتوزيع في دول عربية واجنبية
- تطوير راديو الرسالة ليبث إلى جانب الإنترنت عبر موجة fm
- انجاز مشروع التلفزيون الإلكتروني "web tv "
- إنشاء وحدة الدعاية والاعلام والنشر
- إنشاء وحدة خاصة بالوسائط المتعددة